# Redskin
Quello dei Redskin è un modello subculturale giovanile sviluppato all'interno del movimento skinhead che prese vita in Inghilterra nella prima metà degli anni ottanta, per poi diffondersi nel resto d'Europa, USA e altri paesi. Il termine deriva dal nome di un gruppo musicale inglese, il trio Redskins, che suonava musica rockabilly, soul e soprattutto post-punk. 
I redskins si dichiarano proletari e rivoluzionari, anti-capitalisti, anti-imperialisti e no-global. Sono solidali con il movimento anti-sionista, la guerriglia dell'EZLN in Chiapas e con Cuba. Si tratta di skinheads apertamente comunisti in cui le due anime, aggressività della subcultura skin e mito della rivoluzione, si incrociano e si confondono. Fanno parte del più ampio filone di skinheads antirazzisti, al cui interno si colloca la loro identità politica di estrema sinistra (e a questa appartengono soprattutto i RASH).
In Italia, Spagna, Germania e più raramente in Francia, costituiscono una parte integrante dei Centri Sociali e rivendicano l'estraneità al razzismo, l'appartenenza alla classe operaia o piccolo borghese, l'amore per la musica, per la birra e il divertimento in generale. Si dicono sempre pronti a combattere per i loro ideali e di doversi difendere, oltre che dagli Skin88, anche dagli attacchi dell'opinione pubblica e della sinistra ufficiale, che li considera violenti. Si oppongono spesso con la violenza ai ricchi, alla polizia, ai nazisti, ai politici e rifiutano il sentimento nazionalista tipico degli altri skins.

## R.A.S.H.
È il nome del network internazionale di skinheads di estrema sinistra con tendenze politiche comuniste e anarchiche che ha sezioni locali in molti paesi del mondo. Il network RASH nacque nel 1993 a New York (Usa) da una scissione della precedente e tuttora esistente SHARP, con l'intento di cercare di mettere in pratica gli ideali del comunismo e dell'anarchia attraverso la lotta violenta nei confronti di istituzioni, forze dell'ordine e movimenti fascisti. La forma organizzativa di base è costituita da crew raccordate principalmente tramite internet. Molti membri suonano in gruppi musicali.

## Red Warriors
I "Red Warriors" erano una formazione grosso modo skinhead (raramente con teste completamente rasate però) - di diversa ideologia interna ma accomunata dall'antifascismo - che agiva a Parigi negli anni ottanta. Assicuravano la sicurezza nei concerti dei Bérurier Noir e della Festa di Humanité. Il simbolo di questa banda era la falce e la mazza da baseball, avendo modificato il logo comunista della falce e martello. Questa banda, composta da una quindicina di persone, è nota per essere una delle prime che ha osato affrontare violentemente i boneheads a Parigi. Questo sparuto gruppo di skinhead rivendica di esser stato il primo a indossare il tipico bomber nero al rovescio quindi dal lato arancione (questo per distinguersi dagli avversari durante gli scontri che lo utilizzavano al dritto)

## I redskins italiani
La città di Roma costituisce una realtà tra le più importanti d'Europa della scena redskin, che è presente anche in altre città quali Napoli, Torino, Milano, Genova, Bologna, Brescia e Savona. Uno dei più impegnati gruppi musicali redskin romani è la Banda Bassotti.
Esistono inoltre gruppi redskins che, per le motivazioni più svariate, si raccolgono nelle sezioni SHARP delle proprie città. È stata attiva tra il 2005 e il 2012 una sezione R.A.S.H. a Roma con sede in via dei Volsci nel quartiere San Lorenzo.
Nel 2015 è stata costituita una sezione R.A.S.H. (Red and Anarchist Skinheads) a Brescia, con una fanzine ufficiale "Wake Up".